# Första slaget vid Ölands norra udde
Första slaget vid Ölands norra udde ägde rum den 30-31 maj 1564 och var ett sjöslag mellan Sverige å ena sidan och Danmark jämte Lübeck å den andra under det Nordiska sjuårskriget.

## Historia
Amiral Jakob Bagges sjöstyrka samlades vid Dalarö i maj 1564. Sedan gick styrkan till Älvsnabben, varifrån man gick till sjöss den 29 maj 1564. Amiral Bagge förde befälet från skeppet Mars som därigenom benämndes amiralsskepp. Totalt bestod den svenska styrkan av 38 större och mindre skepp med omkring 3 400 sjömän och 1 700 knektar alltså totalt omkring 5 100 personer. Av dessa utgjorde 600–700 besättning på Mars. Andra större skepp var exempelvis Elefanten och Finska Svan.
Den danska flottan bestod av omkring 26 skepp varav hälften stora och medelstora skepp. De övriga var mindre fartyg. Besättningsstyrkan bestod av omkring 4 600 personer. Den danska flottan leddes av amiral Herluf Trolle på amiralsskeppet Fortuna. Den lybska flottan bestod av 10 skepp med omkring 1 500 sjömän och 500 knektar. Den lybska flottan leddes av amiral Friedrich Knebel på amiralsskeppet Ängeln (der Engel). Överbefälhavare för den samlade dansk-lybska flottan var amiral Trolle, som således bestod av totalt omkring 36 skepp och 6 600 personer. Danska flottan hade redan den 8 maj lämnat Köpenhamn och förenade sig med den lybska flottan vid Stora Karlsö den 24 maj. På kvällen den 28 maj lättade flottan ankar för att söka den svenska flottan som man visste låg vid Älvsnabben.
På morgonen den 30 maj befann sig den svenska sjöstyrkan utspridd, med upp till två sjömils avstånd mellan skeppen och amiralsskeppet, mitt emellan Västervik och Visby. Samtidigt som man från Mars fått Visby i sikte, skymtade utkiken även den fientliga flottan mellan Tjusts härad och Stegeborgs skärgårds härad (Smålandskusten). De båda flottorna seglade mot varande mot Ölands norra udde, där de mötte varandra klockan 12 på dagen. Striden under den 30 maj gick svenskarna vägen så till vida att amiralsskeppet Fortuna skadades och behövde repareras till sjöss, vilket skedde under kvarvarande dag och under natten. Det lybska skeppet Långe Barken sköts i sank ungefär när solen gick ned, varvid dagens strider avslutades.
På morgonen den 31 maj när solen gick upp blåste Bagge åter till drabbning. Emellertid var de svenska skeppen lika utsprida som dagen innan och endast sex skepp gick i en formation efter amiralsskeppet Mars, bland annat de större skeppen Elefanten och Finska Svan. Amiralsskeppet Mars var dock ett mäktigt skepp. Den svenska stridstekniken som användes var att utnyttja de större skeppens överlägsna artilleri, främst Mars artilleri som hade den överlägset starkaste eldkraften under slaget. Stridstekniken gick ut på att upprätthålla ett stridsavstånd där artilleriet maximala effektiva räckvidd utnyttjades, för att i det längsta undvika äntring. Den maximala effektiva räckvidden med det grova artilleriet var vid denna tid 100 till 200 meter. Kulorna kunde dock gå upp till drygt 1 500 meter, men då var precisionen dålig av flera skäl bland annat avseende precision i siktning, riktning och elevation, samt krutets kvalitet, precision i tillverkning eldrör visavi kula.
På morgonen klockan 05:00 den 31 maj öppnade Mars, Elefanten och Finska Svan eld mot den dansk-lybska flottan som befanns sig helt nära Ölands norra udde. Bagge försökte nu tränga fienden in mot udden, men den lybska avdelningen tog inte en sådan risk utan vände. På kvällningen när flottorna kommit i höjd med Kapelludden på östra Öland och de just vänt norrut igen, kantrade vinden så att den blev nordvästlig. Detta gjorde att den svenska styrkan hamnade i ett dåligt läge i lä för den lybska avdelningen. Amiralsskeppet Ängeln och ett annat lybskt skepp Räfven (der Fuchs) lade sig ombord på Mars lovartssida. En svår närstrid följde. Den danska flottan försökte lägga sig på Mars läsida, men Mars, Elefanten och Finska Svan lyckades hålla dem borta med sitt artilleri. Amiralsskeppet Fortuna blev nu återigen än mer svårt skadad. Även ett annat danskt skepp skadades svårt. Medan de lybska skeppen höll sig kvar, vek Elefanten och Finska Svan efter en längre strid av och hela den svenska flottan utom Mars drog sig ur striden. Klas Fleming tog befälet över flottan och styrde hem till Älvsnabben. När resten av flottan dragit iväg lyckades den danska Byens Lövs haka sig fast på Mars läsida. Uppgifterna om på vilken sida det lybska skeppet Räfven faktiskt hakade sig fast varierar mellan de olika arkivkällorna.
Vad gäller slutstriden på Mars försökte de fasthakade skeppens knektar att äntra Mars flera gånger, med det avvisades i hård närstrid man mot man. Det lybska folket kastade från märsarna fotanglar, lansar och sköt fyrbollar inpå Mars. Fyrbollarna tände på Mars och en fyrboll hamnade i en kruttunna som sprängdes och också satte fyr på skeppet. När elden blev för svår uppsöktes Bagge av en deputation från besättningen som uppmanade Bagge att ge upp. För rökens och eldens skull kunde man inte längre vistas inne i skeppet. Mars uppgavs och Bagge lät sig överföras till ett lybskt skepp där han blev fången. Cirka 100 svenskar hann även överföras till de lybska skeppen. Efter att Mars uppgivits skickades 300–400 lybska över för att ta Mars i besittning. Strax därefter sprang Mars i luften. Med i djupet följde kvarvarande svensk besättning på 500–600 man och de 300-400 lybska som äntrat Mars, det vill säga mellan 800 och 1 000 personer. De dansk-lybska skeppen gick efter slaget till Stora Karlsö. Den allierade flottan var i stort behov av reparationer efter striden, varför den låg förtöjd vid stora Karlsön större delen av juni månad.
Jakob Bagge hölls först fången av lybeckarna. Kung Fredrik i Danmark lyckades dock få honom utlämnad varvid Jakob Bagge fick sitta fängslad i Köpenhamn. Flera försök gjordes av kung Erik XIV att få honom utväxlad, med det lyckades inte förrän efter krigsslutet 1571.
Svenska folket skyllde Mars olycka på den förbannelse som vilade över fartyget enär dess kanoner var gjutna av kyrkklockor som kung Gustav Vasa beslagtagit.

## Skepp som deltog i striden

### Danmark/Lübeck
- Fortuna (flagg)
- Byens Løffue 56
- Engel (Lübecks flagg)
- Lange Bark (Lübeck) – sänkt den 30 maj
- Arck
- Fuchs (Lübeck)

Samt andra skepp.

### Sverige (Jakob Bagge)
- Mars 173 (flagg) – sprängdes den 31 maj
- Elefanten 65 (Fleming)
- Finska Svan 82
- Svenska Hektor 87
- Sankt Erik
- Enegelen

17 eller fler andra skepp.